# Tommy McLean
Pour les articles homonymes, voir McLean.
Thomas McLean, couramment appelé Tommy McLean, est un footballeur international puis entraîneur écossais, né le 2 juin 1947, à Larkhall, South Lanarkshire. Évoluant au poste de milieu de terrain, il est particulièrement connu pour ses saisons de joueur à Kilmarnock et aux Rangers, et comme entraîneur à Motherwell et à Dundee United. Il est le plus jeune frère de Jim et Willie (en), qui sont aussi des footballeurs et entraîneurs reconnus, mais il est le seul de la famille à avoir été international. Il fait partie du Rangers FC Hall of Fame.
Il compte 5 sélections en équipe d'Écosse.

## Biographie

### Carrière en club
Natif de Larkhall, South Lanarkshire, il grandit dans le village voisin d'Ashgill (en) et commence à jouer à Kilmarnock (à un moment donné, les trois frères y joueront ensemble, Jim et Tommy comme joueurs et Willie (en) comme entraîneur). Il y passera 7 saisons.
Il rejoint ensuite les Rangers en 1971 pour 65.000£. Il y restera 11 saisons, y jouant 452 matches officiels (dont 300 matches de championnat pour 35 buts inscrits). Il s'y construira un palmarès riche d'une Coupe d'Europe des vainqueurs de coupes, 3 titres de champion, 4 Coupes d'Écosse et 3 Coupes de la Ligue.
Après avoir raccroché les crampons, il se reconvertit comme entraîneur, d'abord aux Rangers comme assistant (et pour un intérim de 4 matches en 1983 après le départ de John Greig et avant le retour de Jock Wallace), puis une saison à Greenock Morton comme entraîneur principal. Il dirigera ensuite 10 saisons Motherwell, entre le 1er juin 1984 et le 31 mai 1994, y remportant une Coupe d'Écosse. Il dirigera l'équipe pour 464 matches (154 victoires, 122 matches nuls et 188 défaites, soit 33,19% de victoires). Il dirigera ensuite une saison Heart of Midlothian pour 43 matches (16 victoires, 8 matches nuls et 19 défaites, soit 37,21% de victoires).
En 1996, il s'engagera pour Raith Rovers mais il ne dirigera l'équipe que pour un seul match (1 défaite) car juste à ce moment, l'opportunité de devenir l'entraîneur de Dundee United et de travailler ainsi avec son frère Jim (qui était le président du conseil d'administration du club à ce moment) se présentera et il démissionnera de Raith Rovers pour la saisir.
Il restera deux saisons à Dundee United pour 93 matches (36 victoires, 27 matches nuls et 30 défaites, soit 38,71% de victoires) , avant de prendre en main les équipes de jeunes du club à partir d'octobre 2000. Il occupera ensuite cette même fonction aux Rangers à partir de mai 2001.
Sa femme s'appelle Beth et ils ont une fille, Lorna, née en 1991.

### Carrière internationale
Tommy McLean reçoit 5 sélections en faveur de l'équipe d'Écosse, étonnamment toutes quand il jouait à Kilmarnock et aucune aux Rangers. Il joue son premier match le 11 décembre 1968, pour une victoire 5-0, au GSP Stadium (en) de Nicosie, contre Chypre en éliminatoires de la Coupe du monde 1970. Il reçoit sa dernière sélection le 9 juin 1971, pour une défaite 0-1, à l'Idrætsparken (en) de Copenhague, contre le Danemark en éliminatoire de l'Euro 1972. Il n'inscrit aucun but lors de ses 5 sélections.
Il participe avec l'Écosse aux éliminatoires de la Coupe du monde 1970, à ceux de l'Euro 1972 et aux British Home Championships de 1969 et 1970.

## Palmarès

### Comme joueur
- Kilmarnock :
  - Champion d'Écosse en 1964-65

- Rangers :
  - Vainqueur de la Coupe d'Europe des vainqueurs de coupe en 1972
  - Champion d'Écosse en 1974-75, 1975-76 et 1977-78
  - Vainqueur de la Coupe d'Écosse en 1973, 1976, 1978 et 1979
  - Vainqueur de la Coupe de la Ligue écossaise en 1976, 1978 et 1979
  - Vainqueur de la Drybrough Cup en 1979
  - Vainqueur de la Glasgow Cup en 1975, 1976 et 1979

### Comme entraîneur
- Greenock Morton :
  - Titre de champion de Division 2 écossaise en 1983-84

- Motherwell :
  - Titre de champion de Division 2 écossaise en 1984-85
  - Vainqueur de la Coupe d'Écosse en 1991
  - Vainqueur de la Lanarkshire Cup (en) en 1985, 1989, 1990 et 1991
  - Finaliste de la Coupe de la Ligue écossaise en 1998